# Liste der Kulturgüter in Holderbank AG
Die Liste der Kulturgüter in Holderbank AG enthält alle Objekte in der Gemeinde Holderbank im Kanton Aargau, die gemäss der Haager Konvention zum Schutz von Kulturgut bei bewaffneten Konflikten, dem Bundesgesetz vom 20. Juni 2014 über den Schutz der Kulturgüter bei bewaffneten Konflikten sowie der Verordnung vom 29. Oktober 2014 über den Schutz der Kulturgüter bei bewaffneten Konflikten unter Schutz stehen.
Objekte der Kategorie A sind im Gemeindegebiet nicht ausgewiesen, Objekte der Kategorie B sind vollständig in der Liste enthalten, Objekte der Kategorie C fehlen zurzeit (Stand: 1. Januar 2023). Unter übrige Baudenkmäler sind weitere geschützte Objekte zu finden, die in der Bau- und Nutzungsordnung der Gemeinde verzeichnet und nicht bereits in der Liste der Kulturgüter enthalten sind.

## Kulturgüter
| Foto |                                                                        | Objekt                                                      | Kat. | Typ | Standort                                | Beschreibung |
| ---- | ---------------------------------------------------------------------- | ----------------------------------------------------------- | ---- | --- | --------------------------------------- | --- |
| ja   | Datei hochladen · Wikidata zu Reformierte Kirche Holderbank (Q1411461) | Evangelisch-reformierte Kirche und Pfarrhaus KGS-Nr.: 09859 | B    | G   | Von Effingerstrasse 1.2 654984 / 253667 | 1701/02 von Samuel Jenner erbaute Saalkirche im barocken Stil. Kapellenartiges Gebäude unter Mansarddach. Viereckiger Dachreiter mit Spitzhelm. Nebenan steht 1605 erbautes Pfarrhaus im spätgotischen Stil, ein wuchtiger dreigeschossiger Mauerbau mit steilem geknicktem Halbwalmdach, südseitig offener Flugsparrenkonstruktion und Obergeschosslaube mit Aussentreppe. |

## Übrige Baudenkmäler
| ID  | Foto |                 | Objekt                                                                 | Typ | Standort                         | Beschreibung |
| --- | ---- | --------------- | ---------------------------------------------------------------------- | --- | -------------------------------- | ------------ |
| 903 | BW   | Datei hochladen | Schulhaus                                                              | G   | Hauptstrasse 654965 / 253503     |              |
| 904 | BW   | Datei hochladen | Turnhalle                                                              | G   | Hauptstrasse 654969 / 253515     |              |
| 907 | BW   | Datei hochladen | Ehemaliges Bauernhaus                                                  | G   | Hauptstrasse 36 655147 / 253154  |              |
| 911 | BW   | Datei hochladen | 5 Doppel-Einfamilienhäuser (ehem. Angestelltenhäuser der Zementfabrik) | G   | Oberackerstrasse 655273 / 253121 |              |
| 913 | BW   | Datei hochladen | Trafostation                                                           | G   | Pfaffackerweg 654922 / 254283    |              |